# Grande Prêmio da Malásia de 2000
Resultados do Grande Prêmio da Malásia de Fórmula 1 realizado em Sepang em 22 de outubro de 2000. Décima sétima e última etapa da temporada, nele o vencedor foi o alemão Michael Schumacher (Ferrari), que subiu ao pódio com David Coulthard (McLaren-Mercedes) em segundo e Rubens Barrichello (também pela Ferrari) em terceiro lugar.

## Resumo
- Última corrida de Pedro Paulo Diniz, que encerrou sua carreira de piloto e adquiriu 50% da equipe Prost.
- Última corrida de Jenson Button na equipe Williams. Ele assinou contrato com a Benetton para disputar a temporada de 2001.
- Última corrida de Pedro de la Rosa na Arrows. O espanhol só voltaria a correr na F-1 a partir do GP da Espanha de 2001, pela Jaguar.
- Últimas corridas de Johnny Herbert, Ricardo Zonta e Mika Salo como pilotos titulares. Enquanto o inglês assinou com a Arrows para ser piloto de testes, o brasileiro foi contratado pela Jordan para exercer a mesma função. Zonta ainda disputaria provas esporadicamente até 2005. Salo interrompeu a carreira como piloto titular para dedicar-se aos testes da equipe Toyota, que estrearia na F-1 em 2002.
- Última corrida dos motores Peugeot, Playlife/Supertec e Mugen-Honda na Fórmula 1.
- Última corrida da equipe Minardi com o patrocínio da Fondmetal, que forneceu os motores ao time de Faenza em 2000. O piloto espanhol Marc Gené também deixaria a Minardi para trabalhar como piloto de testes da Williams.
- Foi também a última corrida disputada por Alexander Wurz pela equipe Benetton. O austríaco assinou com a McLaren para ser piloto de testes, permanecendo na equipe inglesa até 2005.
- A Ferrari adotou a peruca vermelha para comemorar a conquista do Mundial de Pilotos e de Construtores este ano, o que não ocorria desde 1979.

## Classificação
| Pos.   | Nº | Piloto                | Construtor         | Voltas | Tempo/Diferença | Grid | Pontos |
| ------ | -- | --------------------- | ------------------ | ------ | --------------- | ---- | ------ |
| 1      | 3  | Michael Schumacher    | Ferrari            | 56     | 1:35:54.235     | 1    | 10     |
| 2      | 2  | David Coulthard       | McLaren-Mercedes   | 56     | + 0.732         | 3    | 6      |
| 3      | 4  | Rubens Barrichello    | Ferrari            | 56     | + 18.444        | 4    | 4      |
| 4      | 1  | Mika Häkkinen         | McLaren-Mercedes   | 56     | + 35.269        | 2    | 3      |
| 5      | 22 | Jacques Villeneuve    | BAR-Honda          | 56     | + 1:10.692      | 6    | 2      |
| 6      | 7  | Eddie Irvine          | Jaguar-Cosworth    | 56     | + 1:12.568      | 7    | 1      |
| 7      | 12 | Alexander Wurz        | Benetton-Playlife  | 56     | + 1:29.314      | 5    |        |
| 8      | 17 | Mika Salo             | Sauber-Petronas    | 55     | + 1 volta       | 17   |        |
| 9      | 11 | Giancarlo Fisichella  | Benetton-Playlife  | 55     | + 1 volta       | 13   |        |
| 10     | 19 | Jos Verstappen        | Arrows-Supertec    | 55     | + 1 volta       | 15   |        |
| 11     | 14 | Jean Alesi            | Prost-Peugeot      | 55     | + 1 volta       | 18   |        |
| 12     | 6  | Jarno Trulli          | Jordan-Mugen/Honda | 55     | + 1 volta       | 9    |        |
| 13     | 21 | Gastón Mazzacane      | Minardi-Fondmetal  | 50     | Motor           | 22   |        |
| Ret    | 8  | Johnny Herbert        | Jaguar-Cosworth    | 48     | Suspensão       | 12   |        |
| Ret    | 23 | Ricardo Zonta         | BAR-Honda          | 46     | Motor           | 11   |        |
| Ret    | 9  | Ralf Schumacher       | Williams-BMW       | 43     | Motor           | 8    |        |
| Ret    | 20 | Marc Gené             | Minardi-Fondmetal  | 36     | Roda            | 21   |        |
| Ret    | 10 | Jenson Button         | Williams-BMW       | 18     | Motor           | 16   |        |
| Ret    | 5  | Heinz-Harald Frentzen | Jordan-Mugen/Honda | 7      | Pane elétrica   | 10   |        |
| Ret    | 18 | Pedro de La Rosa      | Arrows-Supertec    | 0      | Colisão         | 14   |        |
| Ret    | 15 | Nick Heidfeld         | Prost-Peugeot      | 0      | Colisão         | 19   |        |
| Ret    | 16 | Pedro Paulo Diniz     | Sauber-Petronas    | 0      | Colisão         | 20   |        |
| Fonte: |    |                       |                    |        |                 |      |        |

## Tabela do campeonato após a corrida
|  | Pos. | Piloto             | Pontos |
|  | ---- | ------------------ | ------ |
|  | 1    | Michael Schumacher | 108    |
|  | 2    | Mika Häkkinen      | 89     |
|  | 3    | David Coulthard    | 73     |
|  | 4    | Rubens Barrichello | 62     |
|  | 5    | Ralf Schumacher    | 24     |

|  | Pos. | Construtor        | Pontos |
|  | ---- | ----------------- | ------ |
|  | 1    | Ferrari           | 170    |
|  | 2    | McLaren-Mercedes  | 152    |
|  | 3    | Williams-BMW      | 36     |
|  | 4    | Benetton-Playlife | 20     |
|  | 5    | BAR-Honda         | 20     |

- Nota: Somente as primeiras cinco posições estão listadas e os campeões da temporada estão grafados em negrito.